# Viola keiskei
Viola keiskei är en violväxtart som beskrevs av Friedrich Anton Wilhelm Miquel. Viola keiskei ingår i släktet violer, och familjen violväxter. Inga underarter finns listade i Catalogue of Life.

## Bildgalleri

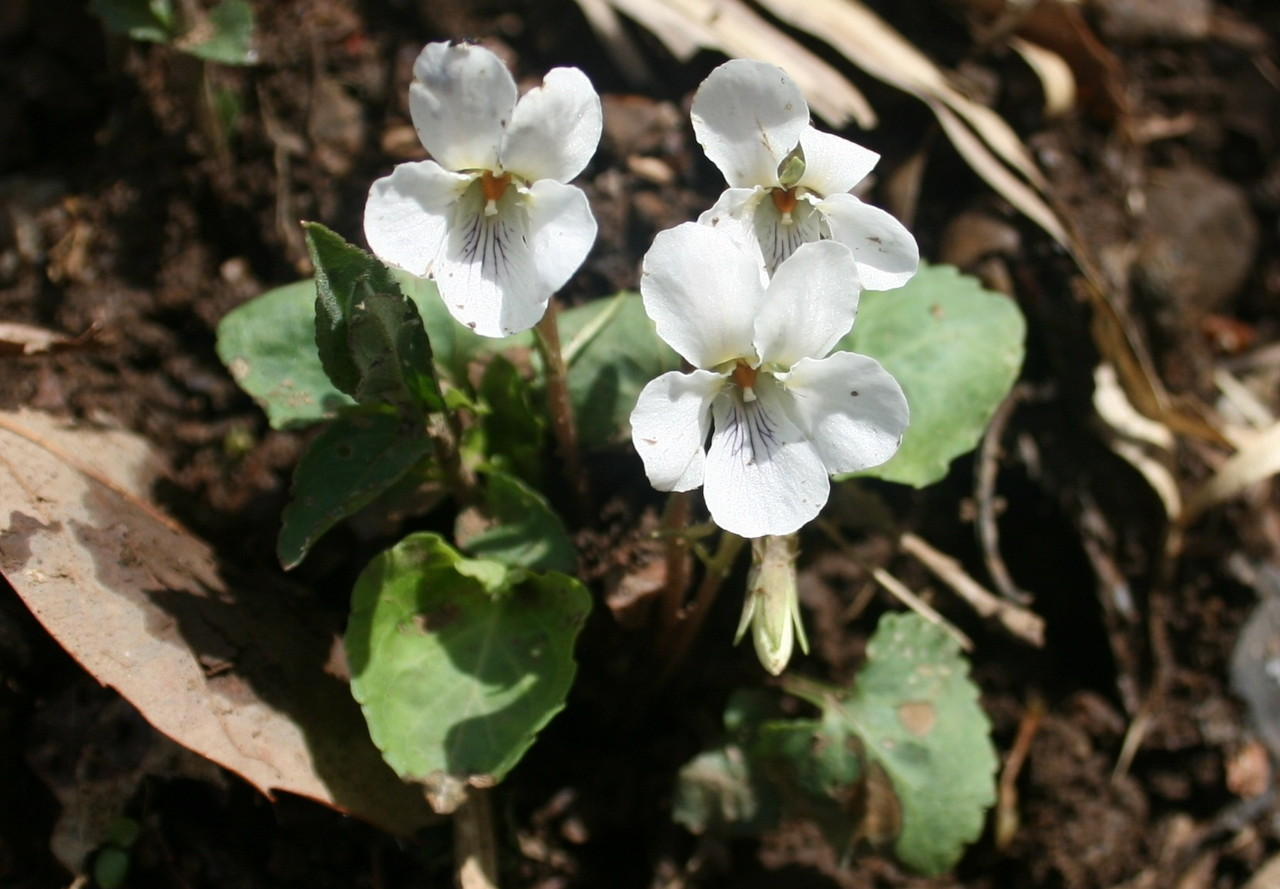